# Tate Electrics
Tate Electrics Ltd. war ein kanadischer Hersteller von Automobilen.

## Unternehmensgeschichte
Das Unternehmen aus Windsor gehörte zum Batteriehersteller Tate Accumulator Co. of Canada. 1912 begann die Produktion von Automobilen und Nutzfahrzeugen. Der Markenname lautete Tate. 1914 endete die Produktion.

## Fahrzeuge

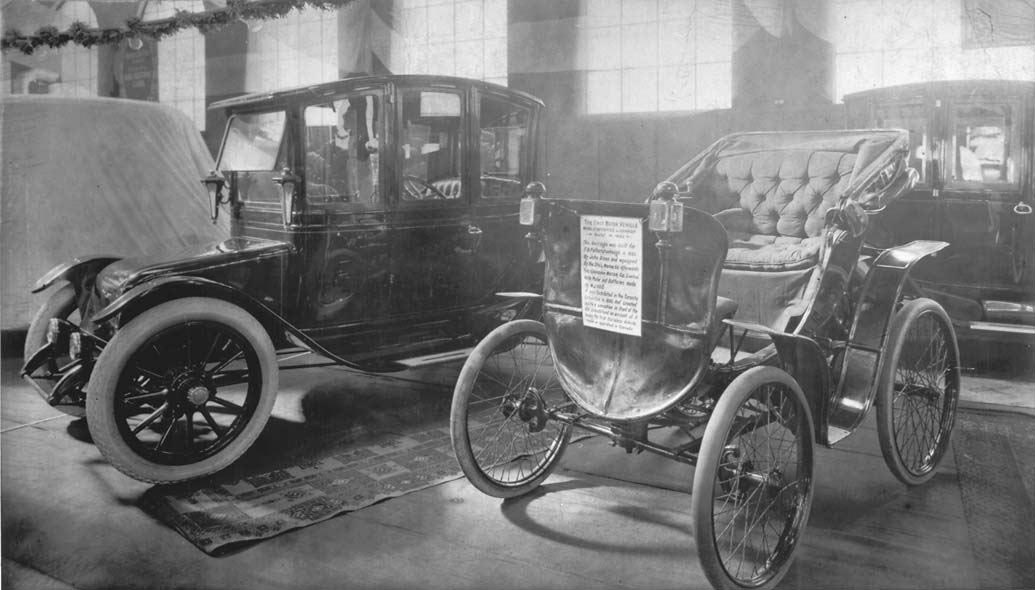
Toronto Automobile Show, 1912. Das Bild zeigt das erste in Kanada gebaute Elektroauto, den Fetherstonhaugh von 1893 und wahrscheinlich einen Tate Electric Brougham.

Im Angebot standen Elektroautos. Im ersten Jahr wurden zwei unfertige Prototypen auf Automobilausstellungen in Toronto und Montreal präsentiert. Im Folgejahr standen dann zwei Pkw im Sortiment. Coupé und Roadster hatten beide 2741 mm Radstand und Kardanantrieb.
Außerdem gab es vier verschiedene Nutzfahrzeugtypen, ebenfalls mit Elektromotoren und Kardanantrieb. Erhältlich waren unter anderem ein leichter, geschlossener Lieferwagen und ein Lkw mit einer Nutzlast von 2 sh. tn. (ca. 1,8 t).